# Décembre 1961

## Événements
- Cuba : Fidel Castro se déclare marxiste-léniniste.
- France : Grève des mineurs de Decazeville.
- La République populaire d'Albanie rompt avec l'Union soviétique et pratique une politique prochinoise.

- 6 décembre : constitution en Rhodésie du Sud, négociée avec le Royaume-Uni, qui institue une assemblée élue sur la base des « races », avec 50 sièges pour les colons blancs et 15 pour les Africains.

- 9 décembre : indépendance du Tanganyika au sein du Commonwealth. Julius Nyerere chef de l’État.

- 10 décembre : Rolf Edberg prononce le discours d'acceptation du prix Nobel de la paix attribué à Dag Hammarskjöld, décédé le 17 septembre 1961 dans un accident d'avion[1].

- 12 décembre : Acquittement de Marie Besnard.

- 13 décembre : Adolf Eichmann, condamné à mort le 15 décembre, fait une dernière déclaration lors de son procès[2].

- 15 décembre :
  - Une nouvelle modification de la Constitution brésilienne transfère une partie du pouvoir exécutif présidentiel vers le Premier ministre João Marques Goulart[3].
  - Israël : à Jérusalem, le nazi Adolf Eichmann est condamné à mort après un procès de 8 mois.

- 15 et 19 décembre : annexion de Goa, Daman et Diu (territoires portugais) à l’Inde avec l’intervention de l’armée (Opération Vijay, Combat de Mormugão).

- 16 décembre : début de l'engagement américain (15 000 hommes) au Viêt Nam. Kennedy accepte d’accroître le nombre de conseillers militaires américain à Saigon pour aider le gouvernement sud-vietnamien dans sa lutte contre le Front national de libération du Sud Viêt Nam (de 2 000 à 23 000 hommes en 1964).

- 20 décembre : résolution de l'ONU sur le statut des corps célestes : ils peuvent être librement explorés par tous les États et ne sont pas susceptibles d'appropriation nationale.

- 31 décembre : tentative de putsch militaire à Béja au Portugal.

## Naissances
- 1er décembre : Jeremy Northam, acteur britannique.
- 6 décembre : Ary Chalus, personnalité politique française.
- 8 décembre : André Bachand, homme politique fédéral provenant du Québec.
- 9 décembre : Fethi Haddaoui, acteur, réalisateur, scénariste et producteur tunisien († 12 décembre 2024).
- 10 décembre : 
  - Mark McKoy, athlète.
  - Nia Peeples, actrice, productrice, compositrice, réalisatrice et scénariste américaine.
- 11 décembre : Macky Sall, quatrième président de la République du Sénégal de 2012 à 2024.
- 12 décembre : Blake Farenthold, homme politique américain († 20 juin 2025).
- 18 décembre : 
  - Paul Anthony Cook, batteur du groupe Sade.
  - Angie Stone, actrice et chanteuse américaine († 1er mars 2025).
- 20 décembre : Yvan Le Bolloc'h, comédien, humoriste et réalisateur français.
- 22 décembre : Youri Malenchenko, cosmonaute russe.
- 24 décembre : 
  - Ilham Aliyev, homme d'État d'Azerbaïdjan et 4ème président de l'Azerbaïdjan depuis 2003.
  - Simon Woolley, homme politique britannique.
- 25 décembre : Íngrid Betancourt, femme politique colombienne, ex-otage des FARC.
- 28 décembre : Helen Newlove, femme politique britannique.
- 30 décembre : Ben Johnson, sprinter.

## Décès
- 12 décembre : Carl Hermann, cristallographe allemand.
- 22 décembre : Elia Dalla Costa, cardinal italien, archevêque de Florence (° 14 mai 1872).